# Sraka
Sraka (znanstveno ime Pica pica) je ptič iz družine vranov, ki gnezdi po vsej Evropi, v večjem delu Azije in severozahodni Afriki. Ker se zadržuje v bližini človeka (je sinantropna vrsta), je velika in ima vpadljiv vzorec obarvanosti, je ena najbolj prepoznanih vrst ptičev v Evropi.
Vrstno in rodovno ime pica (izg. [píka]) je latinsko ime za srako.

## Telesne značilnosti
Sraka je razmeroma velik ptič. V dolžino meri od 40 cm do pol metra, od tega lahko več kot polovica (20-30 cm) odpade na dolg rep, čez peruti pa doseže 52 do 62 cm. Po telesu je črno-belo obarvana, z belimi območji na prsih, trtici in bazah peruti. V letu se pokažejo tudi bele konice peruti - primarna letalna peresa imajo črn rob in belo notranjo površino, zato so konice zloženih peruti videti črne. Bleščeče črno perje po preostanku telesa ni povsem črno. Odvisno od kota opazovanja ima na repu in perutih kovinsko zelen ali moder lesk, kar je odvisno tudi od starosti ptiča in obrabljenosti peres. Barvni lesk je posledica mikroskopske strukture površine peres, ki povzroča interferenco odbite svetlobe, čemur pravimo strukturna obarvanost.
Samci so nekoliko večji od samic in imajo proporcionalno daljši rep. Mladiči so manjši in bolj sajasto črne barve, brez leska.

## Življenjski prostor in navade
Naraven življenjski prostor srake so odprti travniški habitati z redkim grmovjem ali drevjem, pa tudi gozdni rob in jase v strnjenih gozdovih od nižin do gorskega pasu. Sekundarno poseljuje tudi kulturno krajino in parke, zaradi svoje prilagodljivosti pa se je navadila tudi na življenje v naseljih.
Je vsejeda vrsta; z močnim, ostrim kljunom lahko koplje po tleh za malimi nevretenčarji, pobira sadeže z rastlin, lovi manjše ptiče in sesalce, razkosava mrhovino ipd. Konkretna prehrana je odvisna od letnega časa in območja, ki določata dostopnost hrane. Sraka si v obdobju, ko je hrane dovolj, pogosto dela zaloge v jamicah v tleh, ki jih izkoplje naokrog po svojem teritoriju. Zaradi svoje prilagodljivosti v zadnji polovici stoletja uspešno poseljuje tudi predmestja in v manjši meri središča mest, kjer ima na voljo več hrane skozi vse leto. Srake, ki brskajo po smetnjakih in smetiščih, so postale pogost prizor, tudi v neposredni bližini ljudi. To jim omogoča da gnezdijo večji del leta in večkrat na leto kot v divjini, zaradi česar se lahko njihova številčnost tudi bistveno hitreje poveča.
Inteligenca srak je deležna veliko pozornosti raziskovalcev živalskega vedenja; po lastnostih, kot so uporaba orodij, epizodnem spominu in sposobnosti predvidevanja dejanj drugih osebkov iste vrste na osnovi lastnih izkušenj velja za eno najinteligentnejših živali, po čemer se kosa z nekaterimi človečnjaki. S poskusi prepoznavanja lastnega odseva v zrcalu so pokazali tudi, da je kot ena redkih živalskih vrst in edina do zdaj znana nesesalska vrsta sposobna samozavedanja. Poleg prilagodljivosti se to odraža tudi v kompleksnem socialnem vedenju srak.

## Življenjski krog
Srake so po navadi spolno zrele pri dveh letih starosti. Samica izleže 5 do 8 zelenkasto-modrih jajc z rjavimi pikami v veliko kupolasto gnezdo, ki ga par zgradi v grmičevju ali visoko na drevesu. Gnezdijo spomladi, aprila in maja. Sama valitev traja 18 do 19 dni, v tem času skrbi za hrano samec. Mladiči so sprva goli in nebogljeni. Hranita jih oba starša, sprva do en mesec v gnezdu in še približno štiri tedne po tistem ko ga zapustijo. Če je hrane malo, jo dobijo samo najmočnejši, kar omogoči da preživijo vsaj ti.
Mladiči ostanejo v teritoriju staršev do jeseni, ko se začnejo združevati v ohlapne jate. Enoletni mladiči se tako skupaj prehranjujejo in počivajo, pozimi se lahko več takih jat združi v velike zimske skupine, ki se jim občasno pridružijo spolno zreli ptiči. Mladiči, ki preživijo prvi dve leti, največkrat dočakajo starost okoli treh let, nekateri pa tudi mnogo več; obstajajo tudi podatki o srakah, starih preko 20 let.